# 衣錦軍
衣锦军，中国古代的行政区划，即安国衣锦军。
衣锦城是钱镠的故乡。五代后梁开平二年（908年）吴越王钱镠升衣锦城置衣锦军，治所在安国县（今浙江省杭州市临安区）。《宋史·地理志》杭州临安县：“钱鏐奏改衣锦军”。北宋太平兴国三年（978年）吴越国纳土归宋，衣锦军改名顺化军，太平兴国五年（980年）废除顺化军。